# Siège de la société des Hauts-Fourneaux et Fonderies de Pont-à-Mousson
Le siège de la société des Hauts-Fourneaux et Fonderies de Pont-à-Mousson est un édifice situé dans la ville de Nancy, dans la Meurthe-et-Moselle en région Lorraine (Grand Est).

## Histoire
Le bâtiment est construit entre 1926 et 1928 afin de regrouper les bureaux de la société anonyme des hauts-fourneaux et fonderies de Pont-à-Mousson.
Le hall de l'entrée d'honneur en totalité, ainsi que l'escalier qui le prolonge, avec sa cage et ses verrières de Jacques Grüber, l'escalier sur plan triangulaire avec sa rampe de Jean Prouvé sont inscrits au titre des monuments historiques par arrêté du 22 août 2003.
Le siège de la société des Hauts-Fourneaux et des Fonderies de Pont-à-Mousson est classé au titre des monuments historiques par arrêté du 13 mai 2015 pour les éléments intérieurs suivants : le hall de l'entrée d'honneur en totalité avec les bas-reliefs sculptés d'Émile Bachelet ainsi que l'escalier qui le prolonge avec la cage et les verrières de Jacques Grüber et les luminaires d'origine et enfin l'escalier sur plan triangulaire avec sa rampe de Jean Prouvé.
Le bâtiment abrite aujourd'hui la direction des relations internationales et européennes de l'Université de Lorraine.

## Description
Jean Bourgon a recours à une ossature en béton armé, ainsi que des briques de laitier extra-blanches et des briques jaunes pour le décor. L'édifice est aussi orné par des vitraux de Grüber et Lemoine, des verres gravés de Gaëtan Jeannin et de la serrurerie d'art de Prouvé. Le hall d'entrée et la cage d'escalier montrent l'intérêt du milieu industriel pour la création et les artistes de son époque.
Les mosaïques proviennent de la maison Gentil & Bourdet.